# Ivo Pękalski
Ivo Dominik Pękalski, född 3 november 1990 i Lund, är en svensk före detta fotbollsspelare (mittfältare). 
Pękalski har under sin karriär vunnit Allsvenskan två gånger med Malmö FF.

## Klubbkarriär

### Tidiga år
Ivo Pekalski föddes i Lund och växte upp i stadsdelen Linero i östra Lund. Han tillbringade sina år som liten på Förskolan Snorre i samma stadsdel, och därefter följde 9 år i Vikingaskolan. År 2006 började han på Idrottsprogrammet på Polhemskolan i Lund, men det dröjde inte längre än en termin förrän han bytte till det Regionala fotbollsgymnasiet i Landskrona på grund av rekrytering i Landskrona BoIS A-lag.
Ivo Pekalski började spela fotboll i Linero IF som väldigt ung, med sin pappa Roman Pękalski som tränare. Vid cirka 11 års ålder flyttade Pekalski tillsammans med sin pappa och övriga lagkamrater över till Lunds BK. Mellan 2005-2009 spelade han i Landskrona BoIS.

### Malmö FF
Pekalski skrev den 27 juli 2009 på ett kontrakt med Malmö FF som sträckte sig till 2013. Han debuterade för MFF i hemmapremiären mot Örebro SK den 23 mars 2010, efter att ha blivit inbytt i 71:a minuten. Under säsongen 2010 tog han en ordinarie plats i startelvan, oftast tillsammans med Wilton Figueiredo.

### BK Häcken
Inför säsongen 2014 skrev han ett tvåårskontrakt med BK Häcken.
2016 tog Pękalski en paus från fotbollen på grund av en korsbandsskada.

### Halmstads BK
Den 23 mars 2016 skrev Pekalski på ett tvåårskontrakt med Halmstads BK  där han var med om att föra upp klubben till Allsvenskan igen.

### Oxford United
Den 8 augusti 2017 värvades Pekalski av League One-klubben Oxford United, där han skrev på ett tvåårskontrakt. På sin första träning med klubben råkade Pekalski ut för en allvarlig knäskada. Det visade sig vara en korsbandsskada och han missade hela säsongen 2017/2018.
I februari 2019 meddelade Oxford United att de kommit överens med Pekalski om att bryta hans kontrakt i förtid.

#### Halmstads BK (lån)
Den 18 juli 2018 återvände Pekalski till Halmstads BK på ett låneavtal över resten av säsongen 2018.

### Norrby IF
Den 4 juli 2019 skrev Pękalski på ett halvårskontrakt med Norrby IF. I december 2019 förlängde han sitt kontrakt med två år. I december 2021 meddelade Norrby att Pękalski förlängt sitt kontrakt med klubben över säsongen 2024. Norrby IF blev nedflyttade från Superettan 2022 och efter säsongen lämnade Pękalski klubben.

### Utsiktens BK
I januari 2023 skrev Pękalski på ett ettårskontrakt med Utsiktens BK. I mars 2025 avslutade han sin fotbollskarriär.

## Landslagskarriär
Pekalski spelade för det svenska P90-landslaget från år 2005. Han gjorde debut för U21-landslaget den 11 augusti 2010, då Sverige mötte Skottland på St Mirren Park i Paisley.
Sveriges förbundskapten Erik Hamrén tog ut Pekalski i landslagets januariturné 2011 men han tackade nej på grund av skada. 2013 fick han chansen igen efter återbud av Oscar Lewicki och gjorde A-landslagsdebut som inhoppare 23 januari mot Nordkorea i Kings Cup. Några dagar senare spelade han från start mot Finland i sin andra och sista A-landskamp.
Pekalski kunde tidigare byta till Polen. Enligt polishfootballonline.com kunde han vara på väg att välja det polska A-landslaget och därmed ha chans att deltaga i Europamästerskapet 2012 på hemmaplan. Pekalski har dubbelt medborgarskap som en följd av att båda hans föräldrar är från Polen och han hade därför alla dokument han behöver för att byta landslag. 2005 blev Pekalski kontaktad av det polska landslaget men då hade han redan tackat ja till Sverige.

## Meriter
- Han har tränat med bland annat Arsenal FC, Liverpool FC och Newcastle United[2].
- Snabbaste målet i Superettan säsongen 2007 - 3:e minuten mot BK Häcken den 26 april 2007, matchen slutade 2-1 till Landskrona BoIS.
- SM-guld 2010
- Årets nykomling/genombrott vid Fotbollsgalan 2010